# Sung Ji-hyun
Dans ce nom coréen, le nom de famille, Sung, précède le nom personnel.
Sung Ji-hyun est une joueuse sud-coréenne de badminton spécialiste du simple dames.
Elle participe en 2012 aux Jeux Olympiques de Londres où elle ne parvient pas à s'extraire de son groupe. En 2013, elle remporte son premier tournoi dans la catégorie des BWF Super Series en gagnant l'Open de Corée du Sud après une victoire en finale contre la Chinoise Wang Shixian.

## Médailles en compétitions par équipe
| Rang               | Année | Compétition     | Dernier adversaire |
| ------------------ | ----- | --------------- | ------------------ |
| Médaille de bronze | 2015  | Sudirman Cup    | Japon              |
| Médaille d'argent  | 2014  | Jeux asiatiques | Chine              |
| Médaille de bronze | 2014  | Uber Cup        | Chine              |
| Médaille d'argent  | 2013  | Sudirman Cup    | Chine              |
| Médaille d'argent  | 2012  | Uber Cup        | Chine              |
| Médaille de bronze | 2011  | Sudirman Cup    | Chine              |
| Médaille de bronze | 2010  | Jeux asiatiques | Chine              |
| Médaille d'or      | 2010  | Uber Cup        | Chine              |

## Résultats individuels

### Médailles en compétitions internationales
| Rang               | Année | Compétition           | Dernier adversaire |
| ------------------ | ----- | --------------------- | ------------------ |
| Médaille de bronze | 2015  | Championnats du monde | Carolina Marín     |

### Titres en tournois internationaux
| Année | Tournoi                 | Adversaire en finale |
| ----- | ----------------------- | -------------------- |
| 2015  | Open de Thaïlande       | Liang Xiaoyu         |
| 2015  | Open de Corée du Sud    | Wang Yihan           |
| 2015  | Open d'Allemagne        | Carolina Marín       |
| 2014  | Open de Taïwan          | Liu Xin              |
| 2013  | Open de Corée du Sud    | Wang Shixian         |
| 2013  | Open de Taïwan          | Tai Tzu-ying         |
| 2012  | Masters de Corée du Sud | Aprilia Yuswandari   |
| 2011  | Masters de Corée du Sud | Han Li               |
| 2011  | Open de Taïwan          | Ratchanok Intanon    |

 BWF Super Series Masters Finals
 tournois Super Series
 tournois Grand Prix Gold et Grand Prix